# シークレットアベンジャーズ
『シークレットアベンジャーズ』（Secret Avengers）は、マーベル・コミックより刊行されるコミックシリーズ、及びそれに登場するスーパーヒーローのチーム。同年5月より始まるクロスオーバーイベントの「Heroic Age」の一環として開始される。原作はエド・ブルベイカー、作画はマイク・デオダートが担当する。
ブルベイカーは本シリーズについて次のように語った。
| 「 | シークレットアベンジャーズにはスパイ・プロット、ステランコの影響、およびクレイジーなカービーの技術が多く含まれ、ソープオペラ的要素はあまりないだろう。これまでのどんなアベンジャーズ・チームとも異なる印象になることを願っている。 | 」 |

## 出版史
2010年2月、購買促進用の宣伝画像がマーベルによって発表された。そしてシリーズ第1号は同年5月下旬に発売された（発行日は7月）。

## 現在のメンバー
- ウォーマシーン

アイアンマンのアーマーの１つを改造した物を装備したヒーロー。
- ムーンナイト

ボクシング等の達人。2つ偽名を使い活動しているのである程度テレパシーの支配に抵抗もできる。
- ブラック・ウィドウ (マーベル・コミック)
- シャロン・カーター
- ホークアイ
- スパイダーウーマン(ジェシカ・ドリュー)

### レビュー
- Secret Avengers #1 Review, Comic Book Resources